# Рябинов, Андрей Васильевич

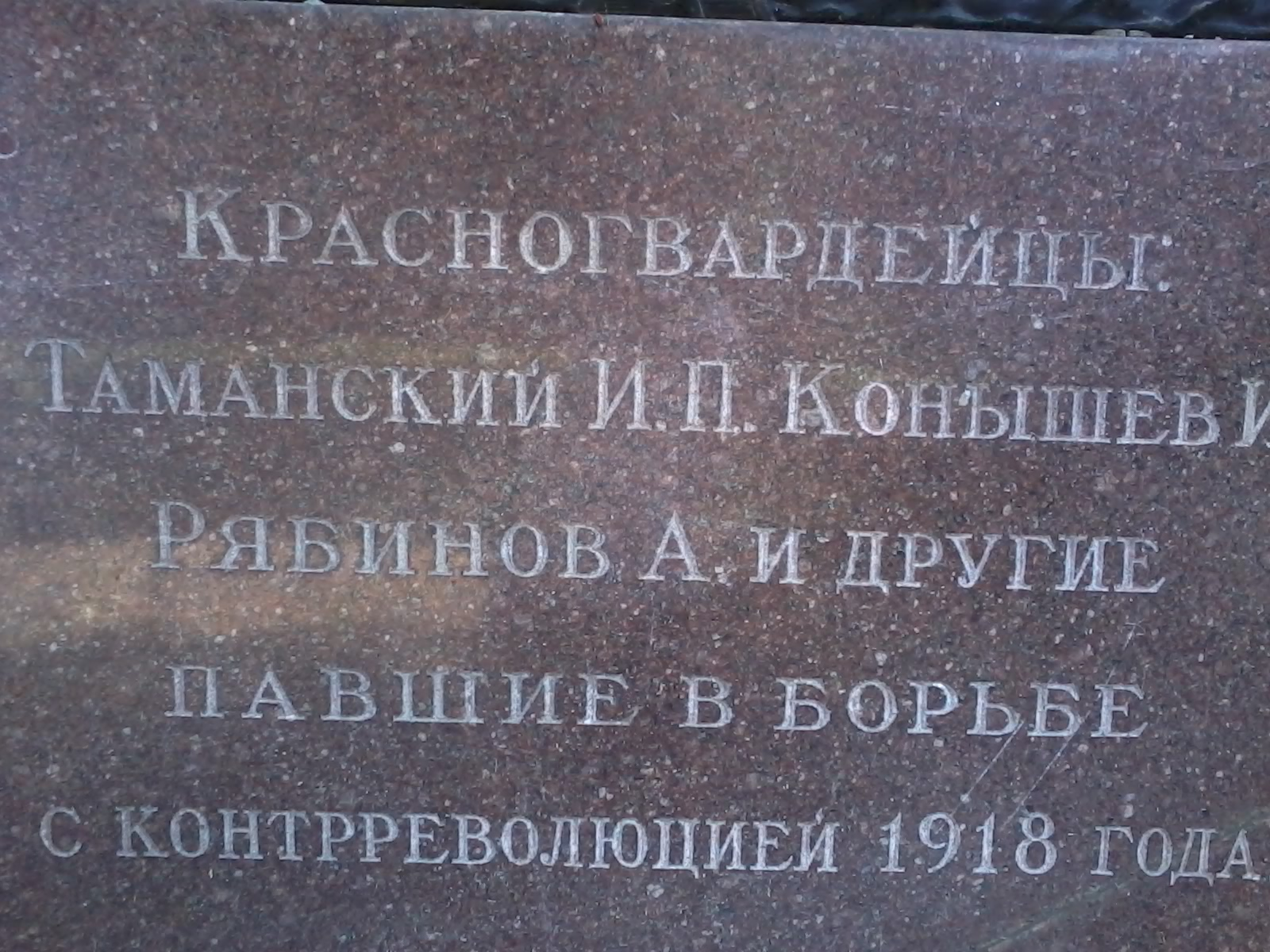
Имена павших в Спас-Клепиках 1 июля 1918 года

Андрей Васильевич Рябинов (до 1918 года — Рябинкин, 4 [16] августа 1889, Кузьминское — 1 июля 1918, Спас-Клепики) — красногвардеец, солдат отдельного батальона войск ВЧК при Рязгубчека, погибший в ходе самосуда толпы в селе Спас-Клепики. Похоронен с почестями на Братском кладбище у Рязанского кремля вместе с ещё тремя погибшими. Сейчас на месте кладбища стоит Стела героям Гражданской войны 1917—1918 годов с выбитыми по бокам именами павших.

## Биография
Родился 4 (16) августа 1889 года в селе Кузьминское Рязанского уезда Рязанской губернии в семье крестьян Василия Ивановича (1853—1894) и Вассы (Василисы) Симоновны (1853—1920) Рябинкиных. Крещён 5 августа 1889 года в Ильинской церкви села (священник Михаил Дроздов). Семья проживала недалеко от границы села Кузьминское с поселением Волхона (ныне Волхона — часть села Константиново).
Старшие сёстры — Марфа (род.в 1881 году) и Наталия (род. в 1885 году), младший брат — Яков (род. в 1892 году).
Когда Андрею было 4 года, в возрасте 42 лет от удушья умирает его отец.
О детстве Андрея, получении им образования и службе в армии ничего неизвестно. Возможно, обучался в одном из двух кузьминских начальных училищ. Трёхлетний перерыв между рождением его первого и второго ребёнка может указывать на службу в армии.
4 ноября (22 октября) 1907 года состоялось венчание 18-летнего «крестьянского сына» Андрея Васильева «Рябинкина» и 19-летней «крестьянской дочери девицы» Параскевы Феодоровой Юркиной (1888—1967).
В браке родились дети: Иван (1908—1976), Ольга (1912—1988), Анна (1914—1990) и Марфа (родилась 17.06.1918 г., за полмесяца до гибели А. В. Рябинова, её судьба неизвестна, но, скорее всего, она умерла в том же году).
Участвовал в боях Первой мировой войны. На информационном сайте Первой мировой войны имеется справка от 29 декабря 1914 года (уведомление о приеме в госпиталь) на имя брата Андрея — Якова Рябинова, где он указан как стрелок 9-го Сибирского стрелкового полка, поступивший в госпиталь с тяжелым огнестрельным проникающим ранением в живот и контузией бедра (хотя месяцем ранее, согласно другим данным, он числился пропавшим без вести в бою у Дуплице-Дуже, недалеко от польского города Лодзь). На том же сайте можно найти Отчетно-осведомительную карточку Всероссийского земского союза помощи больным и раненым воинам, в которой Андрей Рябинов упоминается как рядовой 512-й пешей Рязанской дружины, находящийся с 1 по 7 ноября 1915 года на лечении.
В метрических книгах этого периода в январе 1915 года первая жена его брата Якова указана как солдатка, сам Андрей в октябре 1915 года упоминается как солдат и крёстный, из чего следует, что он заезжал в родное село. На ноябрь 1916 года Яков упоминается как отставной солдат, вступающий во второй брак. В 1917 году вторая жена Якова значится как солдатка. Скорее всего, Андрей был дома как минимум на побывке и в октябре 1917 года.
В метрической записи от июня 1918 года о рождении дочери Марфы Андрей Рябинкин значится как солдат.
После образования в конце апреля 1918 года в Рязани отделения ВЧК Андрей (и, возможно, Яков) вступил в ряды чекистов и официально числился красногвардейцем отдельного батальона войск ВЧК при Рязгубчека.
29 июня 1918 года с ещё несколькими молодыми чекистами от Рязгубчека был командирован в село Спас-Клепики Спас-Клепиковской волости Рязанского уезда Рязанской губернии для подавления попыток антисоветского мятежа. 1 июля уже сидевшие в готовящемся к отправлению обратно в Рязань поезде чекисты были выведены разъярённой толпой на перрон и убиты вместе с начальником местной народной милиции в ходе самосуда (см. раздел ниже). Тела убитых были доставлены в Рязанскую земскую больницу на Семинарской улице, а 5 июля торжественно захоронены на заложенном в 1918 году у входа в Рязанский кремль Братском кладбище, о чём сообщала, в частности, рязанская газета «Известия». В наши дни на месте кладбища стоит стела с именами погибших.
В июле 1918 года в метрической записи о рождении дочери у Якова указано: отец — «солдат Яков Васильев Рябинкин», восприемник (крёстный) — «солдатский сын Иван Андреев Рябинкин».
До середины 1918 года обычное написание фамилии — Рябинкин. С середины 1918 года — чаще всего Рябинов.
Жена и дети Андрея Васильевича Рябинова после его гибели продолжали проживать в селе Кузьминское. Переехали в Москву в 1930 году.
Известно также, что у младшго брата Якова в 1920-е годы было четверо детей, был председателем колхоза имени В. И. Ленина в селе Кузьминское и покинул родное село вместе с женой и детьми не позднее 1941 года, после чего Рябиновых (Рябинкиных) в селе более не проживало.

## Восстание в Спас-Клепиках и гибель
В определённый момент Рязанской губернской чрезвычайной комиссии стало известно, что в селе Спас-Клепики Рязанской губернии кулаки, купцы и представители духовенства готовят контрреволюционный мятеж, в связи с чем в субботу, 29 июня 1918 года, туда были командированы комиссар Василий Кузьмич Корчагин в сопровождении трёх красноармейцев отдельного батальона войск Рязгубчека Рябинова (Рябинкина) Андрея Васильевича, Канышева (Конышева) Ивана Фроловича и ещё одного чекиста, имя которого неизвестно (иногда в документах упоминается некий Иванов), для производства обысков с целью отобрания оружия «у лиц, не имевших на то установленных разрешений», а также золота и других ценностей у зажиточной части населения. В село накануне базарного дня из окрестных деревень съехалось очень много народа. К вечеру 29 июня стали распространяться слухи, что большевики приехали грабить купцов и всё население.
30 июня на базаре торговцы в 2 раза подняли цены на мануфактуру (ситец и т. п.), так как, по их словам, большевики накануне ночью отняли у них их золото, при производстве обысков забрали золотые вещи, отрубая пальцы вместе с кольцами, а на базаре реквизировали весь товар.
Недовольство толпы росло, но особенно ситуация накалилась после прибытия в 11 утра 1 июля 1918 года по узкоколейке на железнодорожную станцию Спас-Клепиков по́езда с мешочниками, рассказавшими людям, что не смогут продать им хлеб, так как он был отобран у них по пути продовольственными заградительными отрядами. Согласно слухам, чекисты пошли на железнодорожную станцию узкоколейки (станции не существует с 1999 года, когда сгорели вокзал и железнодорожный мост через реку Пра), чтобы также отобрать у мешочников оставшийся хлеб. Официально считается, что чекисты просто собирались возвращаться в Рязань, выполнив задание.
День после прошедшего дождя был солнечный. Толпа собралась у готового к отправлению в Рязань поезда, где сидели 3 чекиста и агент Рязанского судебно-следственного отдела Корчагин, а также некий очевидец Щеглов (по некоторым данным, он был народным судьёй и в начале восстания призывал толпу «именем революционного закона разойтись и не трогать представителей Советской власти»), и смотрели в окно. Собравшиеся на станции (7-8 000 чел.) стали кричать, что надо проверить у солдат документы, так как под их видом, скорее всего, скрываются грабители. Слышалась брань людей. Около 10 человек выделились из толпы, подошли к открытому окну вагона, стали бросать в окно камни и потребовали у комиссара Корчагина вернуть всё отобранное и сдать толпе оружие. Корчагин спокойно сказал, что их документы проверены в волостном совете (Совдепе) и попросил позвать оттуда представителей «местной советской власти для разговора». Требования толпы продолжались, по вагону стучали ногами и кулаками так, что он раскачивался. Один из соратников Корчагина предложил кинуть в толпу ручную гранату, иначе «их укокают». Однако Корчагин ответил, что неправильно оставлять сирот, убивать бедноту, чтобы в живых остались подстрекатели и провокаторы. Представителей власти не дождались. Тогда Корчагин, чтобы разрядить обстановку, переждав немного, заявил: «Товарищи, проходите в вагон, я старший, я и отвечаю. Возьмите сумочки с ценностями, возьмите и наган (наганы были у всех чекистов) и ведите меня в Совет».
Корчагин вышел на перрон. Десятки рук вцепились в него. Толпа хлынула в вагон. Чекистов вытолкнули на рельсы и стали бить кулаками, кирпичами и палками, отобрали оружие, заставили снять верхнюю одежду и сапоги. Корчагина ударили тележным колесом и сломали ключицу. Избивали и тех, кто пытался чекистов защитить. Бессознательных солдат поволокли к находившемуся у базарной площади волсовету (Совдепу, ныне этого здания на Советской улице не существует).
У волсовета Корчагин пришел в себя и бросился в здание волсовета, где его и укрыл сторож. На крыльцо выбежал начальник местной волмилиции (начальник 4-го участка Рязанской уездной народной милиции) Иосиф Павлович Таманский и стал уговаривать всех разойтись, но его сшибли с ног и избили, добил его мальчик Рябикин, вытащив из ножен Таманского шашку и заколов в живот и грудь. Толпа вбежала в волсовет, выволокла Корчагина, добила и бросила тело рядом с Таманским. Били их и мертвых. Трупам выкололи глаза и изрезали лица. Их таскали по улицам, зацепив за крючья, которыми грузчики обычно грузят кипы ваты (её производство развивалось в данном селе и окрестностях). Опознать их удалось только по белью и цвету волос.
Толпа разошлась лишь к вечеру.
Также существуют источники, утверждающие, что сначала на базарной площади был убит Корчагин, после чего послышались выкрики толпы: «Одного большевика убили, пошли за остальными!». Тогда одному чекисту удалось бежать, а двое оставшихся были растерзаны толпой.
Так 1 июля 1918 года в селе Спас-Клепики погибли начальник 4-го участка народной милиции Рязанского уезда по селу Спас-Клепики Иосиф Павлович Таманский (не моложе 45 лет?), а также чекисты Иван Фролович Канышев/Конышев (18 лет?), Андрей Васильевич Рябинкин/Рябинов (29 лет) и агент судебно-следственного отдела милиции Рязани, комиссар Рязгубчека Василий Кузьмич Корчагин. Один чекист избежал самосуда и остался жив.

## Расхождения в сведениях
Также существует версия, что восстание и гибель чекистов могли произойти 30 июня 1918 года, так как это было воскресенье и именно оно могло быть базарным днём, когда в село Спас-Клепики съезжалось много народу из окрестных деревень.

## Освещение в газетах 1918 года
Газета «Известия Рязанского губернского совета рабочих и крестьянских депутатов» в начале июля 1918 года писала, что весть о самосуде в Спас-Клепиках была получена в Рязани по телеграфу. Имеются статьи «Кошмарные убийства», в которой в частности цитируется полный текст телеграммы, присланной из Спас-Клепиков начальником уездной народной милиции Семёновым, где в качестве повода к началу восстания называется преступная агитация среди толпы, «Похороны товарищей, зверски убитых в Спас-Клепиках», слова памяти в адрес И. П. Таманского от сослуживцев по Рязанской губернской народной милиции, приказ Военкомата по поведению полков в день похорон, объявление об отмене занятий в Рязгубчека в день похорон.

## Торжественные похороны
4 июля 1918 года был отдан приказ Военкомата о поведении полков во время похорон.
5 июля 1918 года состоялись торжественные похороны красноармейцев. В Рязгубчека были отменены занятия. Вынос тел из Рязанской губернской земской больницы (Рязань, ул. Семинарская, 46) состоялся в «2 часа по новому времени». Похоронная процессия несла тела погибших по Семинарской улице к уже существовавшему Братскому кладбищу «близ собора» Рязанского кремля, оркестр играл траурный марш, останки опустили в могилу. Пришедшие на похороны и отправлявшиеся на Восточный фронт для борьбы с колчаковцами красноармейцы (среди них были и клепиковцы) давали над могилой клятву биться до последней капли крови. С речью над могилами выступил Председатель Рязгубчека Зайцев. Церемония прощания закончилась к 15 часам 30 минутам.

## Памятник у Рязанского кремля

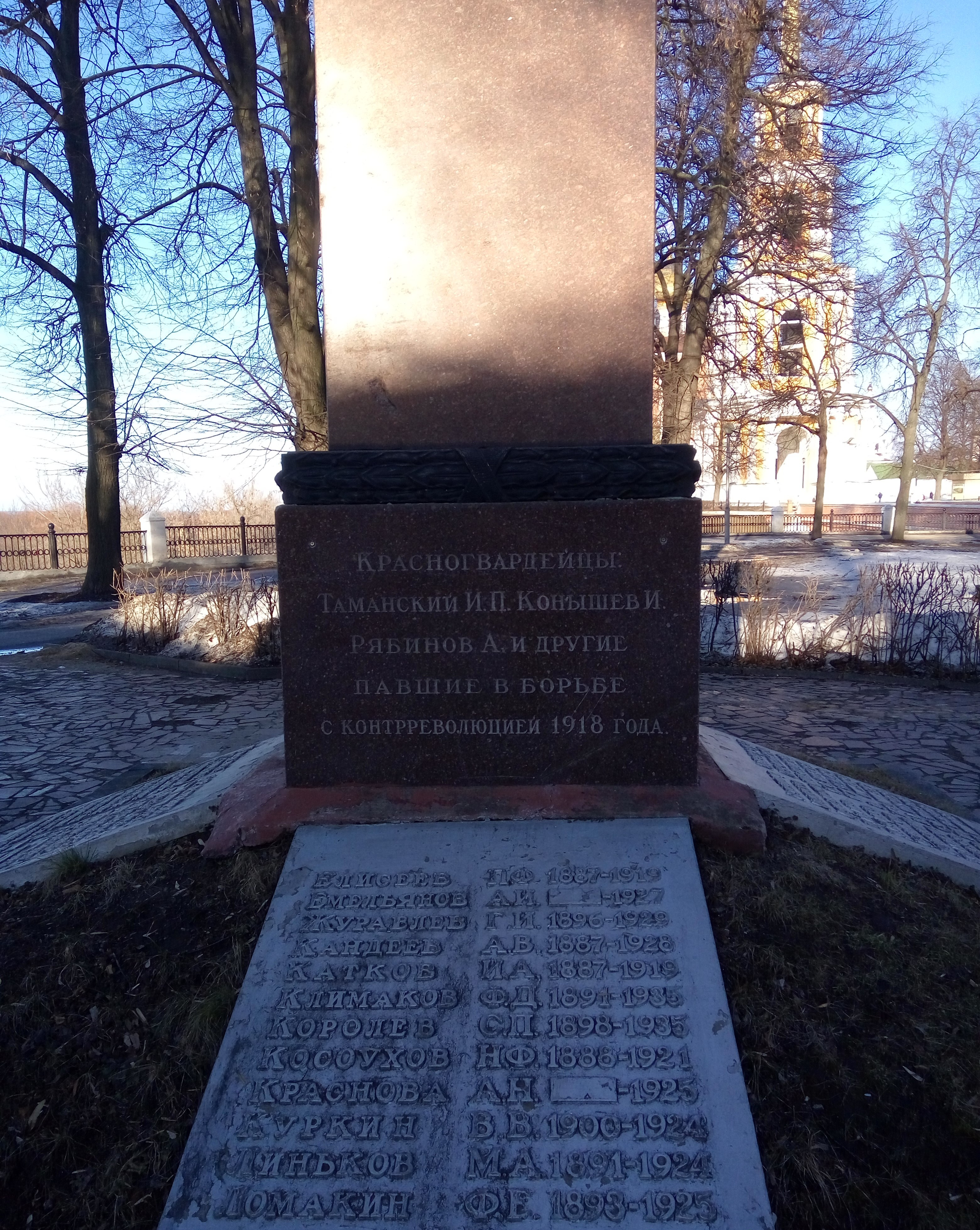
Стела героям гражданской войны 1917—1918 годов (Рязань), 1-я сторона обелиска с именами красногвардейцев, погибших в ходе восстания в Спас-Клепиках

В наше время Братского кладбища и надгробий не существует, однако на месте вышеуказанных захоронений стоит стела героям гражданской войны 1917—1918 годов (четырёхгранный обелиск из красного полированного гранита с пирамидальным завершением, увенчанным пятиконечной звездой) с выгравированными по обеим сторонам именами погибших в Спас-Клепиках (а также двух погибших на Дону). Среди этих имён есть и имя Рябинова Андрея: с левого бока стелы высечено «Красногвардейцы: Таманский И. П., Конышев И. (исправлено, ранее была надпись „Канышев И.“), Рябинов А. и другие павшие в борьбе с контрреволюцией 1918 года».

## Памятная доска в здании ФСБ Рязани
На первом этаже здания Управления ФСБ России по Рязанской области на улице Ленина, д.46, на стене имеется памятная доска, где рядом с фразой «Вечная память героям» перечислены имена и погибших в Спас-Клепиках чекистов.